# Дерягино (Бабынинский район)
Дерягино — деревня в Бабынинском муниципальном районе Калужской области, относится к Сельскому поселению «Село Бабынино».
Деревня расположена в 30 км к северу от города Козельск.

## История
По некоторым сведениям при Екатерине II деревня принадлежала князю Потёмкину, а затем была проиграна в карты. Перед революцией 1917 года помещиков не было. Но в 2 км в Егорьевском лесу жила помещица, которой деревня Дерягино не принадлежала. После 1917 года из деревни был выслан кулак Трифонов Василий Яковлевич, который пробыл в Сибири 6-7 лет и вернулся в деревню, умер в 1970-х. Колхоз организовал Сергей Климов. До Великой Отечественной войны в деревне было 110—120 домов. В 2009 году постоянно проживают в 3 домах, летом приезжают ещё в 10 домов.

## Население
| 2002 | 2010 |
| ---- | ---- |
| 19   | ↘10  |